# Listă de aeroporturi după codul IATA: O
Mai jos este lista de aeroporturi al căror cod IATA începe cu litera O.
Această listă este generată cu date din Wikidata și este actualizată periodic de un robot.
 Editările făcute în listă vor fi șterse la următoarea actualizare!
| Imagine | Cod IATA | Articol                                           |
| ------- | -------- | ------------------------------------------------- |
|         | OKD      | Aeroportul Okadama                                |
|         | OMY      | Aeroportul Thbeng Meanchey                        |
|         | OSU      | Aeroportul Ohio State University                  |
|         | OLE      | Aeroportul Cattaraugus County-Olean               |
|         | OYP      | Aeroportul Saint-Georges-de-l'Oyapock             |
|         | OKV      | Aeroportul Okao                                   |
|         | OUN      | Aeroportul University of Oklahoma Westheimer      |
|         | ONS      | Aeroportul Onslow                                 |
|         | ORU      | Aeroportul Juan Mendoza                           |
|         | ODW      | Aeroportul A.J. Eisenberg                         |
|         | OKJ      | Aeroportul Okayama                                |
|         | OVR      | Aeroportul Olavarría                              |
|         | OMA      | Aerodromul Eppley                                 |
|         | OAX      | Aeroportul Internațional Xoxocotlán               |
|         | ONU      | Aeroportul Ono-I-Lau                              |
|         | OEA      | Aeroportul O'Neal                                 |
|         | ORO      | Aeroportul Yoro                                   |
|         | OVE      | Aeroportul Municipal Oroville                     |
|         | ODA      | Aeroportul Ouadda                                 |
|         | ORZ      | Aeroportul Orange Walk                            |
|         | OUL      | Aeroportul Oulu                                   |
|         | OGD      | Aeroportul Ogden-Hinckley                         |
|         | ORF      | Aeroportul Internațional Norfolk                  |
|         | OLY      | Aeroportul Olney-Noble                            |
|         | OAK      | Aeroportul Internațional Oakland                  |
|         | OCA      | Aeroportul Ocean Reef Club                        |
|         | OMH      | Aeroportul Urmia                                  |
|         | ORA      | Aeroportul Orán                                   |
|         | OFP      | Aeroportul Municipal Hanover County               |
|         | OUI      | Aeroportul Ushant                                 |
|         | OAN      | Aeroportul El Arrayán                             |
|         | OFJ      | Aeroportul Ólafsfjörður                           |
|         | OGR      | Aeroportul Bongor                                 |
|         | OIR      | Aeroportul Okushiri                               |
|         | OKE      | Aeroportul Okinoerabu                             |
|         | OKN      | Aeroportul Okondja                                |
|         | OKT      | Aeroportul Oktyabrsky                             |
|         | OMJ      | Aeroportul Ōmura                                  |
|         | OMR      | Aeroportul Oradea                                 |
|         | OOM      | Aeroportul Cooma – Snowy Mountains                |
|         | OPI      | Aeroportul Oenpelli                               |
|         | OPP      | Aeroportul Salinopolis                            |
|         | OPU      | Aeroportul Balimo                                 |
|         | ORC      | Aeroportul Orocue                                 |
|         | ORR      | Aeroportul Yorketown                              |
|         | OSO      | Aeroportul Osborne Mine                           |
|         | OSP      | Aeroportul Słupsk-Redzikowo                       |
|         | OSS      | Aeroportul Osh                                    |
|         | OTM      | Aeroportul Regional Ottumwa                       |
|         | OWD      | Aeroportul Norwood Memorial                       |
|         | OWP      | Aeroportul Municipal William R. Pogue             |
|         | ORI      | Aeroportul Port Lions                             |
|         | OSD      | Aeroportul Åre Östersund                          |
|         | OGM      | Aeroportul Ustupu-Ogobsucum                       |
|         | ONT      | Aeroportul Internațional LA/Ontario               |
|         | OPA      | Aeroportul Kópasker                               |
|         | OTK      | Aeroportul Tillamook                              |
|         | OCN      | Aeroportul Municipal Oceanside                    |
|         | ONA      | Aeroportul Municipal Winona                       |
|         | OKF      | Aeroportul Okaukuejo                              |
|         | ORW      | Aeroportul Ormara                                 |
|         | OUM      | Aeroportul Oum Hadjer                             |
|         | OTD      | Aeroportul Contadora                              |
|         | OXC      | Aeroportul Waterbury-Oxford                       |
|         | OIT      | Aeroportul Oita                                   |
|         | OHD      | Aeroportul Ohrid "St. Paul the Apostle"           |
|         | OMG      | Aeroportul Omega                                  |
|         | OUD      | Aeroportul Angads                                 |
|         | ORG      | Aeroportul Zorg en Hoop                           |
|         | OAM      | Aeroportul Oamaru                                 |
|         | OSK      | Aeroportul Oskarshamn                             |
|         | OKC      | Aeroportul Will Rogers World                      |
|         | ODC      | Aeroportul Oakdale                                |
|         | OPF      | Aeroportul Opa-locka                              |
|         | OPL      | Aeroportul St. Landry Parish                      |
|         | ODD      | Aeroportul Oodnadatta                             |
|         | OKI      | Aeroportul Oki                                    |
|         | OMD      | Aeroportul Oranjemund                             |
|         | ONO      | Aeroportul Municipal Ontario                      |
|         | OPW      | Aeroportul Opuwa                                  |
|         | ODS      | Aeroportul Internațional Odessa                   |
|         | ONP      | Aeroportul Municipal Newport                      |
|         | OKL      | Aeroportul Oksibil                                |
|         | OPO      | Aeroportul Francisco de Sá Carneiro Porto         |
|         | ODM      | Aeroportul Garrett County                         |
|         | ORN      | Aeroportul Oran Es Sénia                          |
|         | OST      | Aeroportul Internațional Ostend-Bruges            |
|         | OND      | Aeroportul Ondangwa                               |
|         | OGU      | Aeroportul Ordu Giresun                           |
|         | OMM      | Aeroportul Marmul, OOMX                           |
|         | ODJ      | Aeroportul Ouanda Djallé                          |
|         | OGB      | Aeroportul Municipal Orangeburg                   |
|         | OGG      | Aeroportul Kahului                                |
|         | OLP      | Aeroportul Olympic Dam                            |
|         | OMC      | Aeroportul Ormoc                                  |
|         | OMK      | Aeroportul Omak                                   |
|         | OWI      | Aeroportul Municipal Ottawa                       |
|         | OYE      | Aeroportul Oyem                                   |
|         | OLB      | Aeroportul Olbia Costa Smeralda                   |
|         | OOA      | Aeroportul Municipal Oskaloosa                    |
|         | ONG      | Aeroportul Mornington Island                      |
|         | OKR      | Aeroportul Yorke Island                           |
|         | OGL      | Aeroportul Eugene F. Correia - Ogle               |
|         | ONJ      | Aeroportul Odate-Noshiro                          |
|         | OLM      | Aeroportul Regional Olympia                       |
|         | OLK      | Aeroportul Fuerte Olimpo                          |
|         | OLL      | Aeroportul Oyo Ollombo                            |
|         | ONQ      | Aeroportul Zonguldak                              |
|         | OSH      | Aeroportul Regional Wittman                       |
|         | OTS      | Aeroportul Anacortes                              |
|         | ODE      | Aeroportul Hans Christian Andersen                |
|         | ORV      | Aeroportul Robert (Bob) Curtis Memorial           |
|         | OTU      | Aeroportul Otú                                    |
|         | ONM      | Aeroportul Municipal Socorro                      |
|         | OOT      | Aeroportul Onotoa                                 |
|         | OKS      | Aeroportul Kōnan                                  |
|         | OKS      | Aeroportul Garden County                          |
|         | OOL      | Aeroportul Gold Coast                             |
|         | ORP      | Aeroportul Orapa                                  |
|         | OSI      | Aeroportul Osijek                                 |
|         | OJA      | Aeroportul Thomas P. Stafford                     |
|         | ORD      | Aeroportul Internațional Chicago O'Hare           |
|         | OUE      | Aeroportul Ouésso                                 |
|         | OAR      | Aeroportul Municipal Marina                       |
|         | ORB      | Aeroportul Örebro                                 |
|         | OSF      | Aeroportul Internațional Ostafyevo                |
|         | OBU      | Aeroportul Kobuk                                  |
|         | OKA      | Aeroportul Naha                                   |
|         | OTI      | Aeroportul Pitu                                   |
|         | OMB      | Aeroportul Omboue Hospital                        |
|         | OBN      | Aeroportul Oban                                   |
|         | OEC      | Aeroportul Oecusse                                |
|         | OIC      | Aeroportul Lt. Warren Eaton                       |
|         | OBO      | Aeroportul Tokachi-Obihiro                        |
|         | ORK      | Aeroportul Cork                                   |
|         | OQN      | Aeroportul Brandywine                             |
|         | OTL      | Aeroportul Boutilimit                             |
|         | OZW      | Aeroportul Livingston County Spencer J. Hardy     |
|         | OJC      | Aeroportul Johnson County Executive               |
|         | OFU      | Aeroportul Ofu                                    |
|         | OWA      | Aeroportul Regional Owatonna Degner               |
|         | ONY      | Aeroportul Municipal Olney                        |
|         | OYO      | Aeroportul Tres Arroyos                           |
|         | OLA      | Aeroportul Ørland                                 |
|         | OXD      | Aeroportul Miami University                       |
|         | OXO      | Aeroportul Orientos                               |
|         | OVL      | Aeroportul El Tuqui                               |
|         | OGS      | Aeroportul Ogdensburg                             |
|         | OUS      | Aeroportul Ourinhos                               |
|         | OZA      | Aeroportul Municipal Ozona                        |
|         | OIM      | Aeroportul Oshima                                 |
|         | OBE      | Aeroportul Okeechobee County                      |
|         | OEM      | Aeroportul Vincent Fayks                          |
|         | OFK      | Aeroportul Regional Norfolk                       |
|         | OOK      | Aeroportul Toksook Bay                            |
|         | OHO      | Aeroportul Okhotsk                                |
|         | OCS      | Aeroportul Corisco                                |
|         | OJU      | Aeroportul Tanjung Api                            |
|         | OKU      | Aeroportul Mokuti Lodge                           |
|         | OLO      | Aeroportul Olomouc                                |
|         | ORJ      | Aeroportul Orinduik                               |
|         | ODB      | Aeroportul Córdoba                                |
|         | OGN      | Aeroportul Yonaguni                               |
|         | OSM      | Aeroportul Internațional Mosul                    |
|         | OVB      | Aeroportul Tolmachevo                             |
|         | OHS      | Aeroportul Sohar                                  |
|         | ORE      | Aeroportul Orléans – Saint-Denis-de-l'Hôtel       |
|         | OSR      | Aeroportul Leoš Janáček Ostrava                   |
|         | OKG      | Aeroportul Okoyo                                  |
|         | ONL      | Aeroportul Municipal O'Neill                      |
|         | OGX      | Aeroportul Ain Beida                              |
|         | OSZ      | Aeroportul Koszalin-Zegrze Pomorskie              |
|         | OZC      | Aeroportul Labo                                   |
|         | OLH      | Aeroportul Old Harbor                             |
|         | OTJ      | Aeroportul Otjiwarongo                            |
|         | OMS      | Aeroportul Omsk Tsentralny                        |
|         | OSX      | Aeroportul Kosciusko-Attala County                |
|         | ORX      | Aeroportul Oriximiná                              |
|         | OXB      | Aeroportul Internațional Osvaldo Vieira           |
|         | OBI      | Aeroportul Tirios                                 |
|         | ONX      | Aeroportul Enrique Adolfo Jiménez                 |
|         | OTR      | Aeroportul Coto 47                                |
|         | OAG      | Aeroportul Orange                                 |
|         | OGA      | Aeroportul Searle                                 |
|         | OTP      | Aeroportul Internațional „Henri Coandă” București |
|         | OME      | Aeroportul Nome                                   |
|         | OUZ      | Aeroportul Tazadit                                |
|         | OXR      | Aeroportul Oxnard                                 |
|         | OHH      | Aeroportul Okha                                   |
|         | OKM      | Aeroportul Regional Okmulgee                      |
|         | OLZ      | Aeroportul Olyokminsk                             |
|         | ONH      | Aeroportul Municipal Oneonta                      |
|         | OUH      | Aeroportul Oudtshoorn                             |
|         | OLV      | Aeroportul Olive Branch                           |
|         | OBX      | Aeroportul Obo                                    |
|         | OUG      | Aeroportul Ouahigouya                             |
|         | OWB      | Aeroportul Regional Owensboro-Daviess County      |
|         | OUA      | Aeroportul Ouagadougou                            |
|         | OGZ      | Aeroportul Beslan                                 |
|         | OCV      | Aeroportul Aguas Claras                           |
|         | OFI      | Aeroportul Ouango Fitini                          |
|         | ONZ      | Aeroportul Municipal Grosse Ile                   |
|         | ORH      | Aeroportul Regional Worcester                     |
|         | OZS      | Aeroportul Camdenton Memorial                     |
|         | OYA      | Aeroportul Goya                                   |
|         | OCE      | Aeroportul Municipal Ocean City                   |
|         | OXF      | Aeroportul London Oxford                          |
|         | OVA      | Aeroportul Bekily                                 |
|         | OSL      | Aeroportul Oslo                                   |
|         | OLS      | Aeroportul Internațional Nogales                  |
|         | OVD      | Aeroportul Asturias                               |
|         | OAJ      | Aeroportul Albert J. Ellis                        |
|         | ODO      | Aeroportul Bodaybo                                |
|         | OHE      | Aeroportul Mohe Gulian                            |
|         | OSC      | Aeroportul Oscoda-Wurtsmith                       |
|         | OEL      | Aeroportul Oryol Yuzhny                           |
|         | OZG      | Aeroportul Zagora                                 |
|         | OBC      | Aeroportul Obock                                  |
|         | OTG      | Aeroportul Municipal Worthington                  |
|         | OVS      | Aeroportul Sovetsky                               |
|         | OTZ      | Aeroportul Ralph Wien Memorial                    |
|         | ORY      | Aeroportul Paris-Orly                             |
|         | OCF      | Aeroportul Ocala                                  |
|         | ODN      | Aeroportul Long Seridan                           |
|         | OSY      | Aeroportul Namsos                                 |
|         | ONK      | Aeroportul Olenyok                                |
|         | OYG      | Aeroportul Moyo                                   |
|         | OER      | Aeroportul Örnsköldsvik                           |
|         | OYL      | Aeroportul Moyale                                 |
|         | OCM      | Aeroportul Boolgeeda                              |
|         | OMO      | Aeroportul Internațional Mostar                   |
|         | OZZ      | Aeroportul Ouarzazate                             |
|         | OZH      | Aeroportul Internațional Zaporizhzhia             |
|         | OSW      | Aeroportul Orsk                                   |
|         | OLI      | Aeroportul Rif                                    |
|         | ODY      | Aeroportul Oudomsay                               |
|         | OKK      | Aeroportul Municipal Kokomo                       |
|         | OCJ      | Aeroportul Internațional Ian Fleming              |
|         | OCC      | Aeroportul Francisco de Orellana                  |
|         | OLF      | Aeroportul L. M. Clayton                          |
|         | OUT      | Aeroportul Bousso                                 |
|         | OLJ      | Aeroportul Olpoi                                  |
|         | OTN      | Aeroportul Ed-Air                                 |
|         | OEO      | Aeroportul Municipal L.O. Simenstad               |
|         | OTH      | Aeroportul Regional Southwest Oregon              |